# Muhaiyat (Sklavin)
Muhaiyat (arabisch محيّات, DMG Muḥaiyāt, geb. im 8. Jahrhundert, gest. im 8. oder 9. Jahrhundert) war eine Sklavin und Konkubine des Abbasiden-Prinzen und späteren dritten Abbasiden-Kalifen al-Mahdi (reg. 775–785).

## Leben
Muhaiyat wurde dem Abbasiden-Prinzen al-Mahdi (um 744–785) als dessen erste Konkubinensklavin geschenkt als dieser noch in jugendlichen Jahren war. Um 759/760 gebar sie ihm einen Sohn, der jedoch noch im Kindesalter starb.
Muhaiyat spielte eine bedeutende Rolle für das Privatleben des Kalifen als eine Art Haremsvorsteherin. So wurden in ihrem Namen andere Sklavinnen gekauft und dem Prinzen als Konkubinen präsentiert.
Dazu zählten etwa Rahim, die erste von al-Mahdis Konkubinen nach Muhaiyat, die sein ältestes überlebendes Kind, die Tochter Abbasa gebar, und Schakla. Schakla war als versklavte Kriegsgefangene im Kindesalter an den Abbasiden-Hof gekommen, wo al-Mahdi sie Muhaiyat übergab, die das musikalische Talent des Mädchens erkannte und sie nach Taif auf eine bekannte Musikschule schickte, wo Schakla zu einer Sängersklavin ausgebildet wurde. Später gebar sie al-Mahdi den Sohn Ibrahim ibn al-Mahdi.